# نیپون لایت متال
نیپون لایت متال (انگلیسی: Nippon Light Metal) شرکت صنایع شیمیایی ژاپنی است، که در سال ۱۹۳۹ تأسیس شد.